# Condado de Bassoco
El Condado de Bassoco es un título nobiliario español creado mediante Decreto el 7 de febrero de 1811 de las Cortes de Cádiz y Despacho del 1 de mayo del mismo año, siendo rey Fernando VII, a favor de Antonio Bassoco y Castañiza, intendente de provincia.
Este Título fue rehabilitado en 1901 por el rey Alfonso XIII a favor de Francisco Javier de Bustamante y Maza, hijo de Francisco Javier de Bustamante y Quevedo y de su esposa Inés de la Maza y Bárcena.

## Condes de Bassoco
|                                 | Titular                                      | Periodo                   |
| Creación por Fernando VII       | Creación por Fernando VII                    | Creación por Fernando VII |
| ------------------------------- | -------------------------------------------- | ------------------------- |
| I                               | Antonio Bassoco y Castañiza                  | 1811-1814                 |
| II                              | José María Bassoco de los Heros              | 1814-1877                 |
| III                             | Antonio Bassoco Landaboure                   |                           |
| Rehabilitación por Alfonso XIII |                                              |                           |
| IV                              | Francisco Javier de Bustamante y Maza        | 1901-1940                 |
| V                               | Francisco Javier de Bustamante y de Ezpeleta | 1951-                     |
| VI                              | José de Bustamante y de Ezpeleta             | 1995-2007                 |
| VII                             | Javier de Bustamante y Goróstegui            | 2008-actual titular       |

## Historia de los Condes de Bassoco
- Antonio Bassoco y Castañiza (fallecido en 1814), I conde de Bassoco. Le sucedió su sobrino:

- José María de Bassoco (1795-1877), II conde de Bassoco. Le sucede el hijo de su hermano Vicente Bassoco de los Heros

- Antonio Bassoco Landaboure, III conde de Bassoco. Casado con Daría Pereda Castañiza, con sucesión que no reclama el título.

Rehabilitado en 1901 por:
- Francisco Javier de Bustamante y Maza (1871-1940), IV conde de Bassoco.

1. Casó con María Luisa de Ezpeleta y Montenegro. Le sucedió su hijo:

- Francisco Javier de Bustamante y de Ezpeleta (n. en 1907), V conde de Bassoco.

1. Casó con María del Carmen Baltar y Domínguez. Le sucedió su hermano:

- José de Bustamante y de Ezpeleta (1919-2007), VI conde de Bassoco.

1. Casó con Paloma Goróstegui y Méndez de Vigo. Le sucedió su hijo:

- Javier de Bustamante y Goróstegui, VII conde de Bassoco.